# Ліло і Стіч (мультсеріал)
«Ліло і Стіч» (англ. Lilo & Stitch: The Series) — американський анімаційний серіал, створений компанією Disney Television Animation. Прем'єра першого сезону відбулася 20 вересня 2003 року на телеканалі ABC. Другий і останній сезон закінчився 29 липня 2006 року.
Мультсеріал є спінофом повнометражного анімаційного фільму «Ліло і Стіч» (2002) та сюжетним продовженням мультфільму «Нові пригоди Стіча», який вийшов в серпні 2003 року в якості пілотного епізоду серіалу.
Це перший із трьох анімаційних телесеріалів у франшизі «Ліло і Стіч», і єдиний, створений у тому ж стилі, що й оригінальний фільм. Транслювався на Disney Channel в усьому світі, але вийшов на DVD лише в Японії. 12 листопада 2019 року серіал став доступним для трансляції на Disney+ одразу після запуску сервісу.

## Сюжет
Після подій мультфільму «Нові пригоди Стіча» Ліло та Стіч отримали завдання зібрати решту 623 зниклих експериментів Джамби, перевиховати їх з поганих на хороших та знайти для них підходяще місце. Тим часом колишній міжгалактичний капітан Ґанту та його лінивий партнер Експеримент 625 намагаються схопити експерименти та відправити їх для ув'язненого доктора Хом'яксвіля.
Всього мультсеріал налічує 65 епізодів у двох сезонах. Завершенням його сюжетної лінії став телевізійний мультфільм «Лерой і Стіч», який вийшов на Disney Channel 23 червня 2006 року.

## Епізоди
| Сезон | Епізоди | Епізоди | Оригінальний показ | Оригінальний показ | Оригінальний показ  |
| Сезон | Епізоди | Епізоди | Перший показ       | Останній показ     | Мережа              |
| ----- | ------- | ------- | ------------------ | ------------------ | ------------------- |
| 1     | 39      | 39      | 20 вересня 2003    | 28 лютого 2004     | Disney Channel ABC) |
| 2     | 26      | 26      | 5 листопада 2004   | 29 липня 2006      | Disney Channel ABC) |

## Актори озвучування
| Персонаж                  | Англійською           | Українською (1+1 Media) |
| ------------------------- | --------------------- | ----------------------- |
| Стіч/Експеримент 626      | Кріс Сандерс          | Дмитро Завадський       |
| Ліло Пелекаї              | Дейві Чейз            | Галина Дубок            |
| Нані Пелекаї              | Тіа Каррере           | Катерина Буцька         |
| Девід Кавена              | Ді Бредлі Бейкер      | Дмитро Гарбуз           |
| Доктор Джамба Джукіба     | Девід Огден Стірс     | Максим Кондратюк        |
| Пліклі                    | Кевін Макдональд      | Павло Скороходько       |
| Спаркі/Експеримент 221    | Френк Велкер          |                         |
| Доктор Хом'яксвіль        | Джеф Беннетт          | Анатолій Зіновенко      |
| Ґанту                     | Кевін Майкл Річардсон | Андрій Мостренко        |
| Експеримент 625           | Роб Полсен            | Юрій Кудрявець          |
| Кобра Бублик/Кобра Бабблс | Вінг Реймс            | Андрій Мостренко        |

## Сприйняття
Скайлер Міллер з AllMovie у своїй рецензії на мультфільм «Лерой і Стіч», що завершає сюжет серіалу, назвала «Ліло і Стіч» високоякісним телесеріалом, вказавши, що він «став приємним сюрпризом для шанувальників мультфільму 2002 року, продовжуючи його привітний, незвичайний дух, одночасно пропонуючи геніальний сюжетний прийом, коли головний дует ловить та перевиховує 625 „кузенів“ Стіча».